# Фик, Натаниэль
Натаниэль Фик (англ. Nathaniel Fick; род. 23 июня 1977, Балтимор, Мэриленд) — американский военный, капитан корпуса морской пехоты США, участник кампаний в Афганистане и Ираке, опубликовавший автобиографический роман о службе в морской пехоте и участии в военных конфликтах.

## Биография
Натаниэль Фик окончил высшую школу Лойола Блэкфилд в Тоусоне (штат Мэриленд). В 1998 году, после года учёбы в Дартмутском колледже, где он был капитаном велосипедной команды, Натаниэль прошёл обучение в офицерской школе, и получил звание второго лейтенанта по окончании второго года обучения в колледже. Он был направлен в качестве командира взвода в 1-й батальон 1-й дивизии морской пехоты США, который вошёл в состав 15-го экспедиционного отряда морской пехоты США. Его взвод был направлен в Афганистан, где участвовал в войне с терроризмом.
По возвращении Натаниэль был рекомендован к службе в разведке морской пехоты США, прошёл курс обучения и в качестве командира 2-го взвода роты «Браво» в составе 1-го разведывательного батальона корпуса морской пехоты США, отправился в 2003 году на войну в Ирак.
Фик и его взвод воевали вместе с прикомандированным к ним корреспондентом журнала Rolling Stone Эваном Райтом, который по возвращении написал книгу «Поколение убийц» (в оригинале — Generation Kill), экранизированную в одноимённом телесериале в 2008 году. Когда Натаниэль вернулся в Соединённые Штаты, он уволился из морской пехоты в звании капитана и написал книгу «Морпехи» (в оригинале — One Bullet Away), описав свою службу в Корпусе морской пехоты США.

## Публикации
- Натаниэль Фик. Морпехи. — М.: Олимп, Эксмо, 2008. — 384 с. — ISBN 978-5-699-31475-1 — (Серия: Неизвестная война).